# 薛慎
薛 慎（せつ しん、生没年不詳）は、北魏末から北周にかけての学者・官僚。字は仏護、または伯護。本貫は河東郡汾陰県。

## 経歴
南青州刺史の薛和（薛謹の子の薛破胡の子）の子として生まれた。学問を好み、文章を作ることができ、草書を得意とした。若くして同郡の裴叔逸・裴諏之・柳虯・盧柔・李璨らと友情を結んだ。537年（大統3年）、兄の薛善とともに西魏に帰順した。丞相府墨曹参軍を初任とした。宇文泰が行台省に学を置くと、丞郎および府佐の徳行明敏な者を選んで学生とした。薛慎は朝は公務につとめ、夕方には講習を受け、まずは六経を学び、後に諸子や史書を習った。さらに学生たちの中で徳行淳懿な者が宇文泰に近侍して書を読むこととなった。これに薛慎・李璨・李伯良・辛韶・蘇衡・夏侯裕・梁曠・梁礼・長孫璋・裴挙・薛同・鄭朝ら12人が選抜された。さらに薛慎は学師となり、学生たちに授業した。また薛慎ら12人が仏教の教義を兼学するよう宇文泰に命じられると、大乗の学問が流行した。
数年後、宜都公の侍読をつとめた。丞相府記室に転じた。東宮が建てられると、薛慎は太子舎人に任じられた。太子舎人を領知したまま太子庶子に転じた。通直散騎常侍の位を加えられ、中書舎人を兼ね、礼部郎中に転じた。556年（恭帝3年）、六官が建てられると、薛慎は膳部下大夫の位を受けた。
557年、北周が建国されると、薛慎は御正下大夫の位を受け、車騎大将軍・儀同三司に進み、淮南県子に封じられた。師氏中大夫・御伯中大夫を歴任した。
保定初年、薛慎は湖州刺史として出向した。湖州の州境には少数民族が雑居しており、衝突が絶えなかった。薛慎は諸族の指導者たちを集めて、月に一度首領が州を訪れるよう定め、あるいは言上したいことがあれば時節を限らないことにした。薛慎は引見するたびに丁寧に訓戒し、酒食を与えた。これにより諸族の従属と教化が進んだ。
後に入朝して蕃部中大夫となった。病のため辞職し、家で死去した。文集があり、当時に通行した。

## 伝記資料
- 『周書』巻35 列伝第27
- 『北史』巻36 列伝第24